# حسن أولان
حسن‌ أولان هي قرية في مقاطعة شاهين دج، إيران. يقدر عدد سكانها بـ 0 نسمة بحسب إحصاء 2016.